# 黑雨
黑雨（くろいあめ）是廣島市原子彈爆炸、長崎市原子彈爆炸倖存者的用語，指在原子彈投放後降下的一種具有黏性、大粒的雨，其中包含著在原子彈爆炸時捲起的泥巴、灰塵、煤煙、重油以及放射性物质等。屬於放射性落下灰的一種。

## 概要
在曾經被投下原子彈的廣島市，有記載著有關黑雨的事件。此外，法國核试验穆魯羅阿環礁和蘇聯核試驗場塞梅伊周圍也有原子彈投下後降雨的記錄。
關於發生在廣島市西北部的黑雨，是一場強烈輻射的豪雨。由於這場雨水受到嚴重輻射污染，直接接觸雨水的人受到二次被曝，導致受到急性輻射線損傷，主要表現包括頭髮脫落、牙齦大量出血、嘔血等急性發作。一些受害者並不知道這場雨具有害性，甚至有人因口渴而喝下雨水。爆炸受害者在水源被污染的情況下，突然死亡的情況屢見不鮮。河裡的魚也大量死亡漂浮在水面，飲用受到污染的井水的人中，多數出現嚴重的腹瀉症狀。
在長崎市同樣留有黑雨的記錄。這場雨不僅影響到未受爆炸波及和熱線傷害的地區，還帶來了廣泛而嚴重的放射性污染。

## 廣島市降雨區
根據氣象技師的調查，廣島市的黑雨降下範圍分為「大雨地區」（南北19公里、東西11公里，降雨共1小時以上）和「小雨地區」（南北29公里、東西15公里，降雨不滿1小時）。根據這一測量，國家僅向「大雨地區」居住的爆炸受害者提供健康檢查和罹患特定疾病時的被爆者健康手冊。但實際上，在遠離該區域的地區也有降雨報告，因此對這一標準也接獲多項批評。
近年來，廣島市通過對爆炸受害者進行聽取調查發現，實際的降雨範圍比過去的判斷遠得多。此外，廣島大學原子彈放射線醫科學研究所的星正治教授等在2008年至2009年進行的調查中，發現距離爆炸中心8公里的「小雨地區」的土壤中檢測到了銫-137。
基於這些事實，廣島市於2010年度宣布，將花費兩年的時間，重新基於原子彈投放當日的氣象狀況進行黑雨降雨範圍的模擬。廣島市向厚生勞動省提出擴大降雨範圍的要求，希望藉此擴大對爆炸受害者的支援範圍，然而厚生勞動省的專家檢討會於2012年1月20日做出結論，即「確定降雨範圍是困難的」。

## 長崎市降雨區
在長崎市的原子彈爆炸中同樣有記載著黑雨的降雨情況。1975年，林京子以《祭りの場》一作獲得群像新人文學獎及第73回芥川賞，書中描述了母親在諫早市居住並經歷黑雨的情景。2008年，諾貝爾化學獎得主下村脩在他的著作中載述了他在諫早市被黑雨淋濕的經歷。
與廣島相比，有關黑雨的降雨記錄相對較少。這一現象與原爆當日的氣象條件、降雨地區的人口密度等有關，特別是山區有更多的森林和樹木。此外，降下的不僅僅是雨水，還有灰塵和塵埃，廣泛地散落在地面上。從1945年9月到10月，多個地點都記錄了地面殘留的輻射值，包括熊本市在內。同時，長崎西山地區居民的血液檢查（白血球數等）雖然數量不多，但也有相關記錄。
在工藤洋三和金子力的著作《原爆投下部隊》的第175頁，刊載了三張從B-29轟炸機飛越橘灣上空拍攝到的蘑菇雲照片。其中一張照片顯示了蘑菇雲的東側（東長崎地區和諫早方向）延伸出的陰影（由原爆產生的大量降下物）

## 健康影響
原爆傷害調查委員會（ABCC）自1950年代以來一直進行著有關被爆狀況的面談調查，其中包括有關黑雨的問題。儘管這一事實在2011年由放射線影響研究所披露，並且數據已經整理，但直到2012年12月，才公布了一項有關在廣島受到黑雨影響的被爆者和未受影響的被爆者之間，罹患癌症和白血病的患病率沒有顯著差異的研究結果。
在長崎的數據中，雨中的被爆者死亡率比未受雨影響的被爆者高出30％，但由於雨中的被爆者數量遠遠少於未受雨影響的被爆者數量，因此無法下定論。

## 改編作品
井伏鱒二的小說《黑雨》以廣島原子彈爆炸的主題而聞名。該小說於1965年在《新潮》雜誌上連載，最初的題目是《姪的結婚》，但在連載進行中改為《黑雨》。這部作品以重松靜馬的著作《重松日記》為原始資料進行創作，並在今村昌平的指導下於1989年改編成同名的電影《黑雨（電影）》。
與2011年3月福島第一核電廠事故有關，日本創作歌手齊藤和義於同年的隔月在YouTube上公開了批評核電廠的歌曲《ずっとウソだった》（一直都是謊言），在歌詞中提到了「黑雨」。
2023年11月3日上映的日本電影《哥吉拉-1.0》中，哥斯拉於銀座上陸後，以熱能射線（原子吐息）攻擊位於國會議事堂的坦克團隊後產生如原子彈爆炸的蘑菇雲，之後亦有黑雨於銀座範圍出現。

### 書籍
- NHKスペシャル取材班. . ハヤカワ新書 012. 早川書房. 2023-08-25. ISBN 978-4-15-340012-2.
- 工藤洋三; 金子力. . 大村印刷. 2013-08-01. ISBN 978-4-9907248-1-8.
- 下村脩. . 長崎文献社. 2010-11-01.
- 田村和之; 竹森雅泰・湯浅正恵・向井均・増田善信・矢ヶ﨑克馬・大瀧慈. 田村和之・竹森雅泰 , 编. . 本の泉社. 2023-06-30. ISBN 978-4-7807-2245-1.
- 長崎原爆資料館 (编). . 長崎市. 2006-03-31.
- 長崎市役所 (编). . 長崎国際文化会館. 1984-03.
- 長崎の黒い雨等に関する専門家会議.  (PDF). https://www.vidro.gr.jp/. 長崎県保険医協会. 2022-07  [2023-09-01]. （原始内容存档 (PDF)于2023-05-12）.
- 林京子. . 講談社文芸文庫. 川西政明. 講談社. 1988-08-04.
- 広島“黒い雨”放射能研究会 (编).  (PDF). 第一種健康診断特例区域等の検証に関する検討会. 厚生労働省. 2010-05  [2023-09-10]. （原始内容存档 (PDF)于2023-12-11）.
- 厚生労働省. . https://www.mhlw.go.jp/. 厚生労働省. 2023  [2023-09-10]. （原始内容存档于2023-12-11）.
- {{Cite web|url=https://nagasakipeace.jp/search/about_abm/scene/ame.html （页面存档备份，存于）
- 長崎県保険協会. . 長崎県保険協会.   [2023-09-10].

## 外部連結
- ＮＨＫスペシャル 黒い雨～活（い）かされなかった被爆者調査～ - NHK名作選(動画・静止画) NHKアーカイブス （页面存档备份，存于）